# The Lodgers – Zum Leben verdammt
The Lodgers – Zum Leben verdammt (Originaltitel: The Lodgers) ist ein irischer Horrorfilm von Brian O’Malley aus dem Jahr 2017. Die Hauptrollen sind mit Charlotte Vega als Rachel und Bill Milner als Edward besetzt.

## Handlung
Die Zwillinge Rachel und Edward leben abgeschottet von der Gesellschaft im verfallenen Anwesen ihrer Familie in Irland. Jeden Tag um Mitternacht ergreifen die „Lodgers“, düstere Wassergestalten, den Besitz über das Anwesen und zwingen die Geschwister, folgenden drei Regeln zu folgen: keinen Fremden in das Haus zu lassen, ab Mitternacht auf ihren Zimmern zu sein und sich nie voneinander zu trennen. Sollte einer der Zwillinge versuchen zu fliehen, so würde der andere von den Geistern heimgesucht werden und sterben. Dieser „Fluch“, der die beiden belastet, besteht schon seit Jahrzehnten und wird immer an die nächste Generation weitergegeben.
An ihrem 18. Geburtstag fasst Rachel den Entschluss, ihren Bruder Edward zu verlassen, um dem Familienfluch zu entkommen. Edward, der den Tod seiner Eltern mit eigenen Augen miterleben musste und seitdem traumatisiert ist, versucht seine Schwester von diesem Vorhaben abzubringen. Als Rachel das Anwesen verlässt, um im benachbarten Dorf ein paar Besorgungen zu machen, da nichts Essbares mehr im Haus ist, trifft sie dort auf den Kriegsveteranen Sean, der ihr auf dem Rückweg zum Anwesen folgt. Rachel bemerkt dies und spricht Sean darauf an. Schon nach ihrem ersten Gespräch scheint sie Gefühle für ihn entwickelt zu haben und sieht in Sean eine Chance, ihren Heimatort zu verlassen und mit ihm ein neues Leben zu beginnen. 
Wieder auf ihrem Anwesen angekommen, öffnet Rachel einen Brief, der im Kaufladen für die Zwillinge hinterlegt wurde. In diesem kündigt der langjährige Anwalt der Familie, Bermingham, seinen Besuch an. In seinem Schreiben teilt er den Geschwistern mit, dass das gesamte familiäre Vermögen aufgebraucht sei. Er rät ihnen dazu, das Familienanwesen zu verkaufen und bietet den Geschwistern an, ein Gutachten über Haus und Mobiliar zu erstellen. Mit dem dadurch eingenommenen Geld könnten die beiden anderswo ein neues Leben beginnen. Mit der Ankündigung seines Kommens droht Rachel und Edward nun verstärkt die Gefahr, die Regeln der Lodgers zu brechen, sollten sie Bermingham nicht abweisen können.
Am nächsten Morgen kommt Bermingham am alten Anwesen der Familie an. Er bittet um Einlass, wird jedoch von Rachel abgewiesen und beschwichtigt, indem sie ihm Schmuck ihrer Mutter zum Verkauf überlässt. Nachdem Rachel Bermingham zum Gartentor hinausbegleitet hat, bemerkt sie Sean, der sich auf ihrem Grundstück versteckt hält und das Geschehen beobachtet hat. Auch er scheint Interesse an Rachel gefunden zu haben. Rachel gibt Sean zu verstehen, dass sie seine Anwesenheit bemerkt hat und bietet ihm an, am Morgen des nächsten Tages wieder zum Anwesen zu kommen.
Sean geht auf Rachels Angebot ein und begibt sich im Morgengrauen zum Familienanwesen der Zwillinge. Auch Rachel erscheint und führt ihn zum Ufer des Sees auf ihrem Grundstück, wo sie ihn fragt, ob er nicht zusammen mit ihr das Dorf verlassen wolle. Die beiden kommen sich näher und beginnen, einander zu liebkosen, doch als Rachel die Blicke und Stimmen der Lodgers wahrnimmt, bricht sie plötzlich den Austausch von Zärtlichkeiten mit Sean ab. Um ihren raschen Sinneswandel zu erklären, beschließt Rachel, ihm ihre Familiengeschichte anzuvertrauen, doch Sean scheint Rachel nicht zu verstehen und glaubt ihr nicht. Rachel ist enttäuscht von Seans Reaktion und schickt ihn weg. Sie sieht ihre und Edwards Verdammung darin, zu leben.
Während Rachel zusammen mit Sean am See ist, kehrt Bermingham zum Anwesen zurück. Die Perlenkette, die Rachel ihm zur Geldeintreibung überlassen hatte, scheint sich jenseits des verfluchten Grundstücks in ein Knochenmobile verwandelt zu haben. Bermingham möchte nun mit einer ersten Abschätzung des Wertes von Haus und Mobiliar beginnen und verlangt erneut Einlass in die Villa, welchen Edward ihm gewährt. Um seinen Regelbruch wiedergutzumachen, opfert Edward Bermingham den Lodgers: Er ersticht ihn und wirft seine Leiche durch die Kellerluke im Anwesen zu den Lodgers hinab, die er daraufhin um Verzeihung bittet.
Sean wird auf seinem Rückweg ins Dorf von einer Männergruppe abgefangen, die in ihm einen Verräter sehen, da er das Dorf verlassen und für England im Krieg gekämpft habe, weshalb sie ihn zusammenschlagen.
In der Nacht wird Rachel von Albträumen sowie einer Erscheinung in Gestalt von Bermingham heimgesucht, die sie ahnen lassen, dass Edward einen Regelbruch begangen haben muss, indem er den Anwalt während ihrer Abwesenheit ins Haus ließ. Wie sie am nächsten Morgen erfahren muss, hat Edward Bermingham sogar getötet und ihn den Lodgers geopfert. Verzweifelt verlässt Rachel die Villa und begibt sich zum Kaufladen, der Seans Mutter gehört. Sie bittet darum, Sean sprechen zu dürfen, wird jedoch hartherzig von seiner Mutter abgewiesen, da sie Rachel für das Unglück, welches Sean zugestoßen ist, verantwortlich macht und noch schlimmeres Unglück für ihren Sohn befürchtet.
Rachel kehrt in das Anwesen zurück, wo Edward sie bereits erwartet und ihr vorwirft, sich prostituiert zu haben. Als Edward versucht, seine Schwester zu vergewaltigen, bejaht Rachel seinen Vorwurf, woraufhin er sie bewusstlos schlägt und Rachel auf ihr Zimmer trägt. Edward versucht, die Vergewaltigung im Bett seiner bewusstlosen Schwester fortzusetzen, wird jedoch schon nach kurzer Zeit von Sean gestört, der Rachel gefolgt ist. Edward öffnet ihm die Tür und versucht, ihn im Treppenhaus der Villa zu erstechen. Beim Handgemenge der beiden Männer wird Edward durch einen Stich in den Bauch schwer verletzt. Kurz darauf schlägt es Mitternacht und die Kellerluke öffnet sich. Sean und Rachel versuchen, das Anwesen durch die Vordertür zu verlassen, die sich jedoch nicht öffnen lässt. Die entsetzte Rachel stolpert langsam rückwärts auf die offenstehende Kellerluke im Boden zu und fällt hinein. Sean entschließt sich daraufhin, ebenfalls durch die wassergefüllte Luke zu springen, um sie zu retten. Als er Rachel unter Wasser entdeckt und sie mit an die Oberfläche ziehen möchte, kommt es jedoch zu einem Konflikt mit den Lodgers, welche Sean mit sich in die Tiefe ziehen. Rachel kann sich aus der Schockstarre befreien und den Lodgers entkommen.
Edward, der noch immer schwer verletzt in der Villa liegt, wird von Rachel ins Bett ihrer verstorbenen Mutter gebracht, wo sie ihn notdürftig verarztet. Sie packt ihre Sachen zusammen und lässt ihren Bruder allein im Anwesen zurück, der dort auf seinen Tod wartet und sich für die Zukunft seiner Schwester geopfert hat. Rachel lässt ihr altes Leben hinter sich, um einen Neuanfang anderswo zu beginnen.

## Produktion

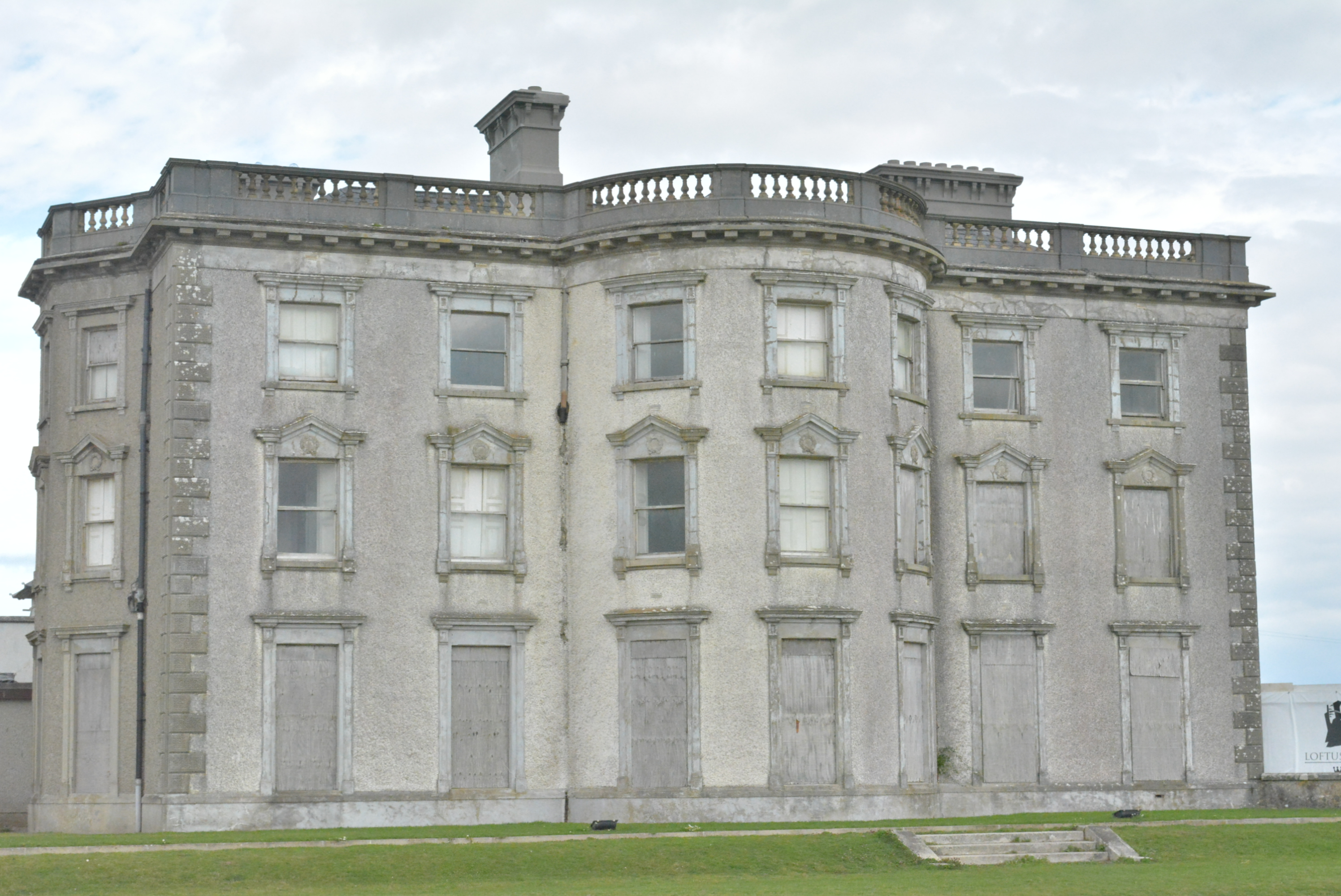
Der Drehort „Loftus Hall“ im Jahr 2013.

### Drehort
Die Innen- und Außenaufnahmen des Anwesens fanden in Loftus Hall, einem „Spukhaus“ im südlichen Irland im Jahr 2016 statt.

### Synchronisation
Die deutsche Synchronisation entstand nach einem Synchronbuch von Andreas Köhler unter dessen Dialogregie im Auftrag der The Kitchen Germany GmbH.
| Rolle         | Darsteller     | Synchronsprecher        |
| ------------- | -------------- | ----------------------- |
| Rachel        | Charlotte Vega | Daniela Michel          |
| Edward        | Bill Milner    | Christian Theil         |
| Edward (jung) | Jack O’Malley  | Neil Dieterich          |
| Bermingham    | David Bradley  | Harald Schwiers         |
| Sean          | Eugene Simon   | Jannek Petri            |
| Dessie        | Moe Dunford    | Dirk Emmert             |
| Kay           | Róisín Murphy  | Marthe Lola Deutschmann |
| Maura         | Deirdre O’Kane | Katrin Strauß           |
| Lodger        |                | Andreas Köhler          |

## Rezeption

### Kritiken
Der Film erhielt überwiegend ausgeglichene Kritiken. Er konnte bislang 56 Prozent der Kritiker bei Rotten Tomatoes überzeugen und erhielt hierbei eine durchschnittliche Bewertung von 5,8 der möglichen 10 Punkte. Das Lexikon des internationalen Films urteilt: „Ein arg formelhafter Gruselfilm in der Tradition des Gothic Horror, dessen Charaktere allerdings blass und dessen Schreckmomente vorhersehbar bleiben.“

### Auszeichnungen und Nominierungen
- Nominierung für Saturn Awards in der Kategorie „Best International film“[6]
- Nominierung für 15th Irish Film & Television Awards in der Kategorie „Best Production Design“[7]
- Nominierung für 15th Irish Film & Television Awards in der Kategorie „Best Costume Design“
- Auszeichnung beim Molins de Rei Horror-Film-Festival als Jury Prize in der Kategorie „Best Film“[8]
- Auszeichnung beim Fancine für Charlotte Vega als „Best Actress“
- Auszeichnung beim Fancine für „Best Special Effects“